# ایران (شاهنامه)

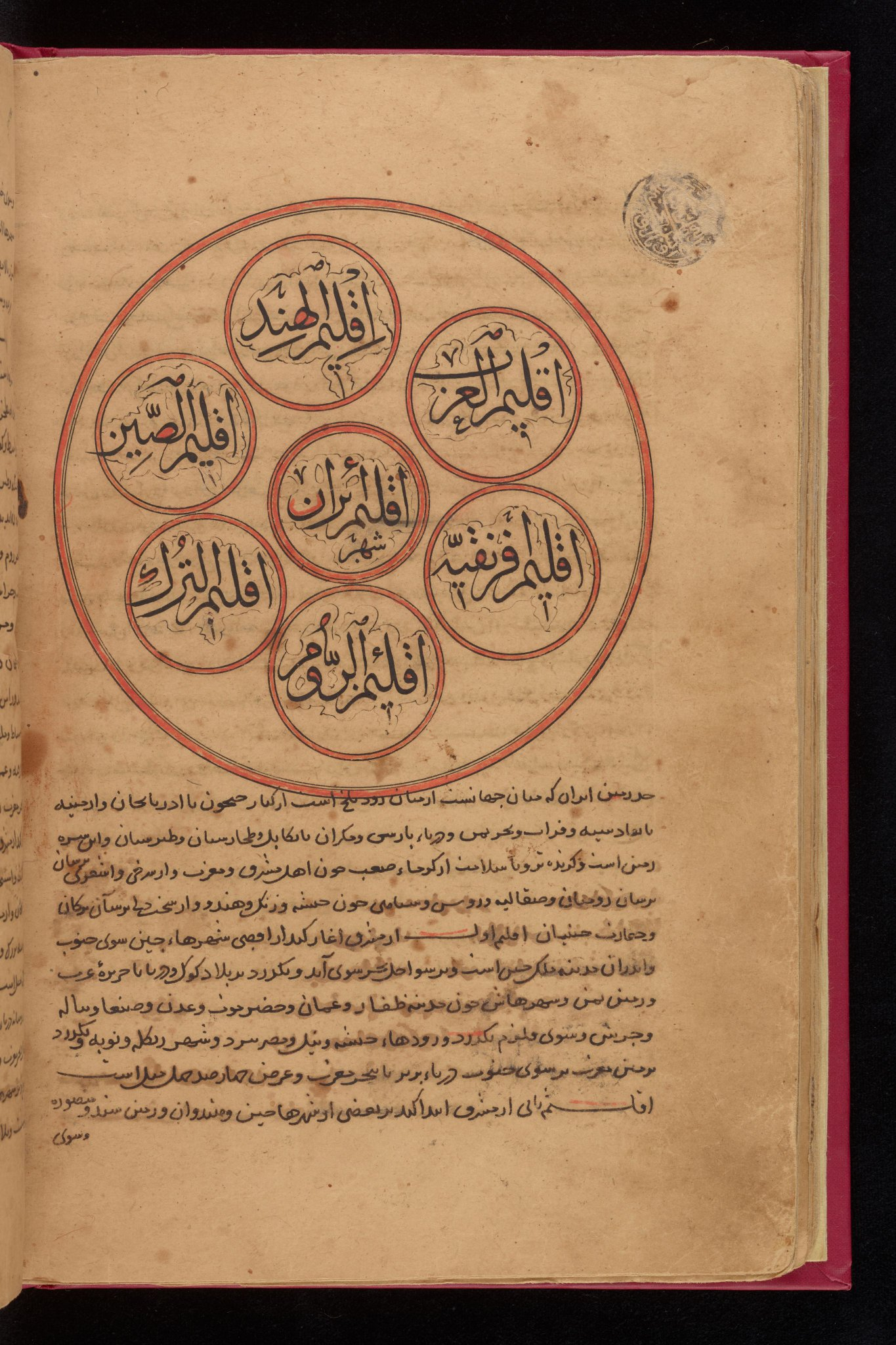
نمودار هفت کشور (که ایران‌شهر در مرکز جهان است) از کتاب مجمل التواریخ و القصص

برخی از پژوهشگران، ایران در اندیشهٔ فردوسی را بدون مرز جغرافیایی و نژاد و قوم انگاشته‌اند. به‌باور ایشان ایران در شاهنامه شکلی از فرهنگ است که نگاه جهانی دارد و شرق و غرب را هم در بر می‌گیرد. در این تقسیم‌بندی، توران شرق جهان، روم غرب جهان و ایران مرکز جهان است. در نقشه‌های اسلامی که مکه در مرکز جهان بوده، صحرای عربستان (و احتمالاً خود مکه) نیز جزو قلمروی ایران بزرگ در نظر گرفته می‌شده‌است. به گفته این پژوهشگران، ایران یک جغرافیای زمین‌شناختی نیست، بلکه یک جغرافیای معرفتی است و معنای مرکز بودن در زمین، معنای سیاسی و جوهری دارد. فریدون، پادشاه بزرگ ایران بر ضحاک پیروز شد، تا آن زمان پادشاهان شاهنامه که پادشاه ایران هستند در واقع پادشاهان جهان هستند. در زمان فریدون به دلیل گسترش جهان و افزایش جمعیت، دیگر با یک پادشاه نمی‌شد جهان را اداره کرد. فریدون سه فرزند به نام‌های سلم، تور و ایرج داشت که مقرر شد زمین را بین سه فرزندش تقسیم کند. در این بین پادشاهی بر سرزمین مرکزی بسیار رشک برانگیزتر است. فریدون بین فرزندانش ایران را به ایرج می‌دهد و توران را به تور می‌دهد که نماد شرق است و روم را به سلم که نماد غرب است، تقدیم می‌کند.

## نخستین پایتخت شاهنامه
فریدون جنیدی، نخستین پایتخت ایران و تختگاه فریدون پیشدادی را بر پایهٔ گفتار شاهنامه را شهری بنام کوس در تبرستان می‌داند:
| ز آمل گذر سوی تمیشه کرد     |  | نشست اندر آن نامور بیشه کرد |
| کجا، کز جهان کوس، خوانی ورا |  | جز این نیز نامی ندانی ورا   |

شهر تمیشه در طبرستان، بر سرِ کوهی سخت گذر بنیاد نهاده شده بود که در زمان‌های پسین بر دست سپاهیان عرب ویران شد. به باور فریدون جنیدی از شهر باستانی کوس نیز پس از ویران شدن دو روستای خرد در شهرستان نور، همچون دو جوانة نازک از درختی تنومند بر جای مانده‌است که اکنون کوسه زر و کوسه مله خوانده می‌شود و از گفتار فردوسی پیدا است که جایگاه «کوس» را در زمان فردوسی نمی‌دانسته‌اند، اما پیش از اسلام بر ایرانیان روشن بوده‌است. به هنگام رفتن خسرو انوشیروان ساسانی به گرگان در شاهنامه آمده‌است:
| ز گرگان به ساری و آمل شدند     |  | به هنگام آوای بلبل شدند    |
| در و دشت، یکسر، پر از بیشه بود |  | دل شاه ایران پر اندیشه بود |
| ز هامون بکوهی برآمد بلند       |  | یکی باره‌ای برنشسته سمند    |
| سوی کوه و آن بیشه‌ها بنگرید     |  | گل و سنبل و آب و نخچیر دید |
| تویی آفریننده هور و ماه        |  | گشاینده و هم نمایند راه    |
| جهان آفریدی بدین خرّمی          |  | که از آسمان نیست پیدا زمی  |
| کسی کاو جز از تو پرستد همی     |  | روانرا بدوزخ فرستد همی     |
| ازیرا فریدون یزدانپرست         |  | بدین جای برساخت جای نشست!  |

از این رو به باور فریدون جنیدی، شهر باستانی کوس در طبرستان نخستین جایگاه فرمانروایی و پایگاه خرد و فرهنگ و دانش در اساطیر ایرانی بوده‌است. به گفته فریدون جنیدی پس از فریدون، اولین تختگاه ایران در شاهنامه آمل طبرستان بوده‌است. آنجا که سام نریمان برای نبرد با مهراب کابل خدای بسوی نیمروزان، سپه می‌رانَد، فرزندش زال بپذیره او می‌رود و در میان سخنان می‌گوید:
| به ارّه تنم را بدو نیم کن |  | ز کابل مپیمای با من سَخُن |

و سام در نامه ای که به منوچهر می‌نویسد، از این داستان چنین یاد می‌کند:
| مرا گفت: بر دار آمل کنی |  | از آن به که آهنگ کابل کنی |

و این گفتار چنین می‌نماید که بدان هنگام آمل پایتخت ایران بوده‌است. به باور فریدون جنیدی، مازندران در شاهنامه با مازندران کنونی متفاوت است. جنیدی می‌افزاید: گفتار دیگر آنست که چگونه شاید فرزندان فریدون را از نژاد دیوان خواندن؟ چنان‌که امروز همواره از دیوان مازندران یاد می‌شود! نام سرزمین فریدون همواره طبرستان بوده‌است، و انبوه یادکردهای باستانی، راه همه گمان‌های دیگر را می‌بندد…
واژه مازندران بر چین و شکن‌ها و سازهای کوهستان البرز نهاده شده‌است، و این سخن فرخی سیستانی راز آنرا بازمی‌گوید:
| برآمد ز کوه، ابر مازندران |  | چو مارِ شکنجی و ماز، اندر آن |

از سویی واژه «دوین» که دوبار تنها در تاریخ طبرستان ابن اسفندیار آمده، و از همة فرهنگهای ایرانی فرو افتاده‌است بر بنیاد گفتارِ وی چیزی جز «کوه» و بلندی نیست:
«همه ساله اسپهبد فرّخان، برای شکار و شراب به زیرترِ «دوینی» رفتی که کاخ اسپهبد خورشید بود!» واژة دوین با فروافتادن «و» میانین از آن، بگونه «دین» درآمده است که خوشبختانه هنوز در طبرستان نمونه‌های فراوان دارد و به تپه‌های بلندی که جایگاه دیوان برید و برج‌های دیده‌بانی و آتش بوده‌است، و در گذر زمان، ویران شده و بگونه تپه درآمده است، که خود نشاندهنده نام «دوین» است.
و از سویی با فروافتادن «ن» پایانین بگونه دِو (=دیو) درآمد که نام همان رشته کوه‌های پیچاپیچ و پر مازِ میان طبرستان و دشت میانی ایران است، و چون ایرانیان خواستند که آن کوه‌ها را به چراگاه‌های دشتهای خویش بیفزایند، و این سخن در گفتار دیو سپید به کاووس آمده‌است:
| همی برتری را بیاراستی |  | چراگاه مازندران خواستی |

با چنین اندیشه، ایرانیان از هر دو سویِ کوهستان البرز ببالا می‌رفتند، و یکایک به چراگاه‌ها دست می‌یافتند، و بالا رفتن آنان از «دوین» ها بود، و با هیچ‌یک از آن «دوین» ها دشواری پیش نیامد مگر با دوین سپید که بزرگ‌ترین «دوین» ها است، و همواره از برف، سر، سپید دارد! شیوه نبرد دوین سپید با ایرانیان نیز چنین گزارش شده‌است:
| شب آمد، یکی ابر شد تا بماه |  | جهان گشت چون روی زنگی، سیاه |
| زگردون بسی سنگ بارید و خَشت |  | پراکنده گشتند، ایران بدشت   |
| بسختی، چو یکهفته اندر کشید |  | نیامد همی روشنایی پدید      |
| بهشتم بغرّید دیو سپید       |  | که ای شاهِ بی بر، بکردار بید |
| همی برتری را بیاراستی؟     |  | چراگاه مازندرانی خواستی؟    |
| کنون آنچه اندرخور کارِ تست  |  | دلت یافت، آن آرزوها که جست! |

از این سخنان، روشن بر می‌آید که نبرد دوین سپید، یا دیو سپید با ایرانیان، همانا یک گدازه افشانی همراه با دود فراوان بوده‌است، و آن گروه از ایرانیان که پیرامون دیو سپید بوده‌اند، از آن دود و گدازه که بر سرشان ریخته‌است آزار دیده و کشته شده‌اند.

## حدود و مرزهای ایران در شاهنامه
نخستین بار که در سلسله روایات شاهنامه نامی از ایران به میان می‌آید و به عنوان سرزمینی در مقابل سرزمین دیگر قرار می‌گیرد، در زمان پادشاهی جمشید است. پیش از آن در روزگار گیومرث، هوشنگ و تهمورث از ایران نام برده نشده و از اینان با عنوان مطلق پادشاه یا پادشاه جهان یاد شده‌است؛ چنان‌که هوشنگ می‌گوید:
| که بر هفت کشور منم پادشا |  | جهاندار پیروز و فرمانروا |

اینان نمایندگان نخستین افراد انسانی هستند و دورهٔ آنان سرآغاز تمدن به‌شمار می‌رود. گیومرث از پوست جانوران جامه می‌دوزد، هوشنگ آتش را کشف می‌کند و با آتش از سنگ، آهن بیرون می‌آورد و با آن ابزار کار و زندگی می‌سازد، و تهمورث از پشم گوسفند پارچه بافتن و لباس دوختن را معمول می‌سازد و جانوران را اهلی می‌کند و… از این رو تعلق به کل بشریت دارند و سازندگان تمدن قلمداد شده‌اند، چنان‌که پس از این سه، جمشید نیز از آهن جنگ‌افزار می‌سازد و زر و سیم از کان می‌آورد و کشتی می‌سازد و مصنوعات دیگری اختراع می‌کند. در روزگار پادشاهی جمشید نیز نامی از ایران برده نمی‌شود، مگر در اواخر روزگار او که ضحاک در صحنه شاهنامه ظاهر می‌شود و خواننده درمی‌یابد که دو سرزمین وجود دارد: ایران و کشور تازیان که با عنوان کنائی دشت سواران نیزه‌گذار از آن نام برده می‌شود، و آنگاه که جمشید در مقابل پروردگار ناسپاسی می‌کند و فر یزدان از او می‌رود و مردم از وی روی می‌گردانند و به سوی ضحاک می‌روند، عنوان شاه ایران زمین نخستین بار مطرح می‌شود:
| به شاهی بر او آفرین خواندند |  | ورا شاه ایران زمین خواندند |

و این از عجایب است که در سلسله روایات شاهنامه، عنوان شاه ایران زمین نخستین بار به یک غیر ایرانی یعنی ضحاک تازی اطلاق شده‌است؛ اما اولین کسی از ایران که خود را صریحاً ایرانی (= از ایران) می‌نامد، فرانک مادر فریدون و پس از او پسرش فریدون است. تشخص ایران به عنوان سرزمینی خاص از همین اوان قیام کاوه و فریدون و از اواخر روزگار ضحاک است که کم‌کم در ذهن خواننده شاهنامه جا می‌افتد و از کشور تازیان و سپس از هندوستان جدا می‌شود. در اواخر روزگار فریدون جغرافیای شاهنامه بیشتر شکل می‌گیرد. بدینسان که معلوم می‌شود فریدون پادشاه جهان است، اما مقر او در ایران است و سرزمین‌های دیگری وجود دارند که عبارتند از توران و چین و مغرب و روم، و فریدون جهان را میان پسرانش تقسیم می‌کند: روم و مغرب را به سلم، و توران و چین را به تور، و ایران و دشت نیزه‌وران (=کشور تازیان) را به ایرج می‌دهد. از این دوره به بعد است که ایران جایگاه جغرافیای خود را در پهنه شاهنامه پیدا می‌کند و به خصوص اندک اندک مرز شمال شرقی آن مشخص می‌شود و معلوم می‌گردد که رود جیحون آمودریا ایران و توران را از هم جدا می‌کند. به این امر در شاهنامه چند بار اشاره هست و افراسیاب پادشاه توران به آن تصریح می‌کند:
| زمین تا لب رود جیحون مراست |  | ورابه سغدیم و این پادشاهی مراست |

- مرز شرقی

جیحون مشخص‌ترین مرز ایران با یک سرزمین بیگانه در شاهنامه است؛ اما مرز شرقی کجاست؟ در این باره نکته‌های زیر گفتنی است:
در داستان رستم و سهراب، که در زمان کاووس روی می‌دهد، رستم در مرز توران به شکار می‌پردازد. سواران توران رخش را به سمنگان می‌برند. سمنگان جزء توران زمین شمرده می‌شود. طبق نوشتة حدودالعالم کهن‌ترین کتاب جغرافی به زبان فارسی ـ که در اوقاتی تنظیم شده که فردوسی مشغول سرودن شاهنامه بود ـ سمنگان در تخارستان واقع است و در قرن چهارم شهری آباد بود و به احتمال زیاد سمنگان مذکور در حدودالعالم همان سمنگان داستان دانسته می‌شده‌است، از این رو مرز غربی تخارستان یا حوالی آن، مرز شرقی ایران بایست تلقی شده باشد. این مرز در امتداد به سوی شمال به رود جیحون می‌پیوندد. اگر بخواهیم نقشه‌ای برای ایران شاهنامه در دوره اساطیری و پهلوانی رسم کنیم، شاید بتوان از شهر هیبک کنونی خطی به‌طور عمودی به شمال و جنوب کشید.
از تخارستان که به سوی جنوب، به سرزمین‌هایی منتهی می‌شود که تحت فرمانروایی خاندان سام بود. منوچهر پادشاه پیشدادی که پس از فریدون به پادشاهی می‌رسد، فرمانروایی کابل و زابل و مای و هند و سرزمینهای میان دریای چین تا دریای سند و سرزمینهای میان زابلستان تا بست را به سام می‌دهد.
مرکز فرمانروایی خاندان سام، زابلستان و سیستان است و به خصوص خاندان سام جایی اقامت داشتند که در کنار رود هیرمند بود. زابلستان و سیستان در روزگار فردوسی به سرزمینهایی اطلاق می‌شد که امروزه بخش اعظم افغانستان را تشکیل می‌دهد. به گفته مؤلف حدودالعالم: «غزنین و آن ناحیتها که بدو پیوسته‌است، همه را زابلستان بازخوانند. و سرزمینهای جنوبی زابلستان، سیستان نامیده می‌شده؛ اما در شاهنامه زابلستان و سیستان اغلب یکی قلمداد شده‌است. این پرسش برای پژوهشگران پیش می‌آید که آیا زابلستان و سیستان در شاهنامه جزء ایران دانسته شده؟
اگر منطوق برخی از ابیات شاهنامه، مثلاً ابیات زیر را، سند قرار دهیم، باید زابلستان و سیستان را جدا از ایران بدانیم:
- الف ـ چون گیو، نامة کاووس را به رستم که در زابلستان است، می‌برد و او را برای مقابله با سهراب فرامی‌خواند، رستم از گیو استقبال می‌کند:

| پیاده شدش گیو و گردان به هم |  | هر آن کس که بودند از بیش و کم |
| ز اسب اندر آمد گو نامدار    |  | از ایران بپرسید وز شهریار     |

پژوهشگر حسن انوری چنین نتیجه‌گیری می‌کند که اگر رستم در ایران بوده باشد، یعنی زابلستان جزء ایران شمرده شده باشد، معقول نیست رستم از ایران پرسش کند.
- ب ـ رستم و اسفندیار در زابلستان در مقابل هم قرار گرفته‌اند. رستم به اسفندیار می‌گوید:

| چو خواهی که لشکر به ایران بری |  | به نزدیک شاه دلیران بری |
| گشایم در گنجهای کهن…          |  |                         |

- ج ـ در همان داستان اسفندیار خطاب به رستم می‌گوید:

| چو از شهر زاوُل به ایران شوم |  | به نزدیک شاه دلیران شوم |
| هنر بیش‌بینی ز گفتار من…     |  |                         |

- د ـ در همان داستان هنگامی که رستم با تیرهای اسفندیار زخمی شده‌است، زال به سیمرغ می‌گوید:

| گرایدون که رستم نگردد درست |  | کجا خواهم اندر جهان جای جست؟ |
| همان سیستان پاک ویران کنند |  | به کام دلیران ایران کنند     |

- هـ ـ باز در همان داستان اسفندیار در دم مرگ به برادرش پشوتن می‌گوید:

| چو رفتی به ایران، پدر را بگوی |  | که چون کام‌یابی، بهانه مجوی |

- وـ پس از مرگ رستم چون بهمن به کینة اسفندیار لشکر به سیستان می‌برد و گنج‌های زال را غارت می‌کند، چون می‌خواهد برگردد، فردوسی می‌گوید:

| سپه را ز زابل به ایران کشید |  | به نزدیک شهر دلیران کشید |

چنان‌که ملاحظه می‌شود، در این موارد زابلستان و سیستان در تقابل با ایران قرار گرفته‌است، نه جزئی از آن. بنابر اینها زابلستان و سیستان نباید جزء ایران شمرده شود؛ اما نکته‌های زیر این فرض را متزلزل می‌کند:
- الف ـ ایران را در این قبیل موارد به کار برده شده به جای پایتخت و دارالملک ایران بدانیم. نکته زیر مؤید این فرض است:

ساسان پسر بهمن چون می‌شنود که پدرش، همای چهرزاد را ولیعهد کرده، از پدر دل‌آزرده می‌شود و روی می‌گرداند:
| چو ساسان شنید این سخن، خیره شد |  | ز گفتار بهمن دلش تیره شد     |
| به دو روز و دو شب به سان پلنگ  |  | ز ایران به مرزی د گر شد زننگ |
| دمان سوی شهر نشابور شد         |  | پر آزار بُد، از پدر دور شد    |

پژوخشگر حسن انوری این پرسش را مطرح می‌کند که آیا بنابراین گفتار، نشابور را باید جایی جدا از ایران بدانیم؟ قطعاً در ذهن پردازندگان داستانها و فردوسی نشابور جزئی از ایران دانسته می‌شود؛ اما این که می‌گوید ساسان از ایران به نشابور رفت، مؤید این است که مراد از ایران پایتخت و مقر سلطنت است. به خصوص باید توجه داشته باشیم که پایتخت و مرکز حکومت در شاهنامه اغلب مشخص نیست و در مواردی با حدس و گمان باید پایتخت را شناخت.
ب ـ اگر زابلستان جزء ایران نباشد، زابلیان نیز نباید ایرانی شمرده شوند؛ این درحالیست که پژوهشگران بر اینکه رستم مظهر ایرانیت و فرد شاخص قوم ایرانی است تأکید داشته برای اثبات آن از جای جای شاهنامه شاهد آورده‌اند:
- نخست- چون رستم – رخش- اسب مناسب خود را می‌یابد، از چوپان بهای آن را می‌پرسد، پاسخ چوپان بسیار معنی‌دار است:

| چنین داد پاسخ که: گر رستمی     |  | برو راست کن روی ایران زمی      |
| مر این را بر و بوم ایران بهاست |  | بدین بر تو خواهی جهان کرد راست |

- دوم- کیخسرو خطاب به رستم می‌گوید:

| زهر بد تویی پیش ایران سپر |  | همیشه چو سیمرغ گسترده پر |

سوم- کتایون دربارهٔ رستم و اسفندیار می‌گوید:
| نکو کارتر زو به ایران کسی |  | نیابی و گر چندیابی بسی |

اسفندیار دربارهٔ او می‌گوید:
| همه شهر ایران بدو زنده‌اند |  | اگر شهریارند، و گر بنده‌اند |

نیز در جای دیگر:
| نکو کارتر زو به ایران کسی |  | نبوده‌ست کاورد نیکی بسی |

و خود رستم می‌گوید:
| نگهدار ایران و شیران منم |  | به هر جای پشت دلیران منم |

پژوهشگران بر اینکه زابلستان بخشی از ایران بزرگ در شاهنامه بوده تأکید دارند. علاوه بر زابلستان، چنان‌که گفتیم، منوچهر ـ پادشاه پیشدادی ـ هند و سرزمینهای میان دریای چین تا دریای سند را نیز به خاندان سام داده بود.
- این پرسش در ذهن پژوهشگران هست که آیا این سرزمینها نیز در ذهن پردازندگان داستانهای کهن جزء ایران دانسته می‌شد؟ دلیلی روشن بر این امر در دست نیست؛ اما رستم چون می‌خواهد به خونخواهی سیاوش به توران لشکر ببرد:

| سپاهی فراوان بر پیلتن |  | ز کشمیر و کابل شدند انجمن |

بنابر این پژوخشگر نتیجه می‌گیرد که کشمیر و کابل جزء فرمانروایی رستم است؛ اما در روزگاری دیرتر در جنگ دوازده‌رخ، رستم از سوی شاه ایران مأمور گشودن کشمیر و کابل می‌شود و در همان جنگ ضمن نامه‌ای که کیخسرو به گودرز می‌نویسد، گشوده شدن کشمیر و کابل را به وسیله رستم به او اطلاع می‌دهد. پس کشمیر و کابل گاهی جزء متصرفات ایران بود و گاهی نبود و «به‌طور کلی می‌توان این‌طور نتیجه گرفت که مرز شرقی ایران در ذهن شاهنامه‌نویسان و از آن جمله فردوسی همان سر حدات شرقی زابلستان و بنا به آنچه ذیلاً گفته می‌شود، دامنه‌های غربی هندوکش باید بوده باشد».
- مرز غربی

به باور پژوهشگر حسن انوری اگر مرز شمال شرقی و شرقی در شاهنامه تا حدودی مشخص است، مرز غربی به کلی مبهم و نامشخص است. نخستین بار که به مرز غربی اشاره گونه‌ای می‌شود، زمانی است که فریدون پس از قیام کاوه برای سرکوبی ضحاک به پایتخت می‌رود. پایتخت ضحاک در شاهنامه بیت‌المقدس است و در کتب دیگر از جمله در مجمل‌التواریخ و القصص، بابل. فریدون برای رسیدن به جایگاه ضحاک می‌خواهد از اروند رود بگذرد. نگهبان رود به دستور ضحاک برای عبور از اروند رود جواز و مهر درست می‌طلبد:
| چنین داد پاسخ که: شاه جهان |  | چنین گفت با من سخن در نهان |
| که مگذار یک پشه را تا نخست |  | جوازی بیآبی و مهری درست    |

پژوهشگر این پرسش را مطرح می کنه که آیا این بدان معناست که اروند رود، دشت سواران نیزه‌گذار (سرزمین تازیان) را از ایران جدا می‌کند یا صرفاً برای محافظت از محدوده نشستگاه ضحاک است؟ با توجه به آنچه در ذیل خواهد آمد، شاید شق دوم درست‌تر باشد.
پادشاه دوم کیانی، کاووس به هاماوران و مازندران لشکرکشی می‌کند. کاووس برای رسیدن به هاماوران و مازندران، از سرزمین بیگانه دیگری عبور نمی‌کند. پس باید نتیجه گرفت که هاماوران و مازندران با ایران هم‌مرز دانسته می‌شد. این دو سرزمین در کدام سوی ایران قرار داشته‌اند؟ پیش از آنکه به این پرسش پرداخته شود، بد نیست اشاره‌ای شود به آنچه در سر آغاز داستان رزم کاووس با شاه هاماوران هست و شاهد بسیار خوبی است برای ابهام مکان در آثار حماسی:
- کاووس از ایران به توران و چین می‌رود و از چین به مکران (ناحیه میان کرمان و سند[نیازمند ابهام‌زدایی]) می‌آید و از مکران به زره [ظاهراً بخش غربی سیستان] و از زره به بربر (در شمال آفریقا) می‌رود. در آنجا با شاه بربرستان جنگ می‌کند و آن سرزمین را مسخر می‌کند و از آنجا دوباره به مکران می‌آید و از سوی کوه قاف و باختر (شاید مراد مناطق شمالی زمین باشد) گذر می‌کند و سرانجام به زابلستان می‌رود و یک ماه مهمان رستم می‌شود. تا اینکه خبر می‌رسد تازیان در مصر و شام طغیان کرده‌اند. بدان سو حرکت می‌کند و از راه دریا به جایی می‌رسد که در پیش روی، هاماوران، در سمت راست بربرستان و در سمت چپ، مصر قراردارد و شگفت آنکه دریایی که کاووس از آن گذر می‌کند، آب زره (دریای زره) نامیده شده‌است. با تمام ابهامی که در سیر و گذار کاووس هست، بازمی‌توان حدس زد که در نظر پردازندگان قصه‌های کهن، کناره‌های شرقی دریای مدیترانه و حدود شام و مصر، مرز غربی ایران تصور می‌شده‌است.
- مازندران

سرزمین دیگری که با مرزهای غربی کشور در شاهنامه ارتباط دارد، مازندران است. مازندران در ذهن پردازندگان داستان‌های کهن در خارج از ایران تصور شده و گردان مازندران به عنوان دشمنان ایرانی معرفی شده‌اند. تسخیر مازندران بسیار سخت تصور می‌شده، جمشید و فریدون که پادشاه جهانند، هیچ‌کدام به فکر تسخیر مازندران نمی‌افتند. تنها کسانی که توانسته‌اند به مازندران بروند، سام و رستم‌اند. سام گویا مازندران را تصرف کرده بود در نامه‌ای که به منوچهر می‌نویسد، به این امر اشاره دارد. در آغاز پادشاهی نوذر نیز سام را در سگسار [ظاهراً سگستان] می‌بینیم. اگر سام مازندران را تصرف کرده بود، معلوم نیست کی دوباره دیوان مازندران سرکشی کرده‌اند؛ چراکه پیش از زاده شدن رستم، ستاره شماران می‌گویند از جمله کارهایی که او باید بکند، گشودن مازندران است. رستم مازندران را در زمان کاووس می‌گشاید: کاووس چون از رامشگری وصف مازندران را می‌شنود، به این اندیشه می‌افتد که به مازندران لشکرکشی کند. چون این موضوع را با بزرگان در میان می‌نهد، هیچ‌کدام نمی‌پسندند:
| زما و ز ایران برآید هلاک     |  | نماند بر این بوم و بر آب و خاک |
| که جمشید با فرّ و انگشتری     |  | به فرمان او دیو و مرغ و پری    |
| ز مازندران یاد هرگز نکرد     |  | نجست از دلیران دیوان نبرد…     |
| یکی شاه را بر دل اندیشه خاست |  | بپیچیدش آهرمن از راه راست      |
| به رنج نیاگانش از باستان     |  | نخواهد همی بود همداستان        |
| همی گنج بی‌رنج بگزایدش        |  | چراگاه مازندران بایدش          |

کاووس نمی‌شنود، به مازندران لشکر می‌برد و گرفتار می‌شود، تا اینکه رستم پس از گذشتن از هفتخان به مازندران می‌رود و کاووس را نجات می‌دهد. رستم در راه مازندران از جاهایی خشک و بی‌آب و علف و صدها فرسنگ مسافت عبور می‌کند. لحن سخن همه‌جا چنان است که مازندران جایی است دور و جدا از ایران. افراسیاب در نامه‌ای کاووس را برای به مازندران رفتن سرزنش می‌کند:
| تو را گر سزا بودی ایران بدان |  | نیازت نبودی به مازندران |

مازندران شاهنامه، نه مازندران کنونی، استان شمالی ایران، بلکه سرزمین پهناوری است در مغرب. مازندران کنونی را در قدیم «تپورستان» و [معرّب آن] طبرستان می‌نامیدند. واژه «مازندران» در مورد طبرستان اسم مستحدثی است. یاقوت حموی می‌گوید: «نمی‌دانم از چه زمانی به طبرستان مازندران گفته‌اند. آن را در کتاب‌های قدیم نیافتم.» مازندران در مورد طبرستان گویا یک اصطلاح محلی بوده‌است. یاقوت، واژه مازندران را در مورد طبرستان از اهالی آنجا شنیده بود. منوچهری دامغانی که می‌گوید:
| برآمدز کوه، ابر مازندران |  | چو مار شکنجی و ماز اندر آن |

ظاهراً به علت نزدیکی دامغان به مازندران کنونی با اصطلاح محلی آشنا بود؛ اما مازندران شاهنامه را باید آن مازندرانی دانست که در مقدمه شاهنامه ابومنصوری و برخی کتب دیگر از آن یاد شده‌است. در آن مقدمه هست که: «شام و یمن را مازندران خواندند» و در جای دیگر هست: «از چپِ روم خاوریان دارند و مازندریان دارند و مصر گویند از مازندران است.» مؤلف مجمل‌التواریخ گویا توجه داشته‌است که دو مازندران هست. می‌گوید: «فریدون، قارنِ کاوه را به چین فرستاد تا کوش پیل دندان بگرفت و بعد از آن به مازندرانِ مغرب رفت.» اینجا نیز باید نتیجه بگیریم که مرز غربی ایران در ذهن پردازندگان داستان‌های کهن مازندران بوده که شام و مصر بوده باشد. مقدمه شاهنامه ابومنصوری نیز این را تأیید می‌کند که می‌گوید: «ایرانشهر از رود آموی است تا رود مصر.»
- مرز شمال غربی

در شمال غربی نیز مرز ایران را باید حدود آذربایجان و رود ارس دانست. آذربایجان یا بخشی از آن در اواخر روزگار کاووس به وسیله کیخسرو گشوده می‌شود. در این روزگار بر سر اینکه پس از کاووس، فریبرز بر تخت نشیند یا کیخسرو، میان بزرگان اختلاف‌نظر هست. کاووس می‌گوید هر دو را برای گشودن دژ بهمن که در اردبیل است می‌فرستم، هر که آن دژ را مسخر کند، شاه آینده ایران خواهد شد. نخست فریبرز به سوی «دژ بهمن» می‌رود و ناکام برمی‌گردد. پس کیخسرو آن دژ را می‌گشاید و آتشکده آذرگشسب را در آن‌جا بنا می‌کند. فراتر از این در دورة اساطیری و پهلوانی از شاهان و پهلوانان ایران، کسی را در آن سوی آذربایجان نمی‌بینیم. از این رو باید در ذهن پردازندگان داستان‌ها و خود فردوسی اقصی حدود آذربایجان در شمال، مرز شمال غربی ایران تصور شده باشد.